# Кнорре, Карл Христофорович
Карл Христофорович Кнорре (нем. Karl Friedrich Knorre; 28 марта [9 апреля] 1801, Дерпт — 29 августа [10 сентября] 1883, Берлин) — астроном Николаевской морской обсерватории, член-корреспондент Петербургской академии наук.

## Биография
Родился 28 марта (9 апреля) 1801 года. Его отцом был Эрнст Кристоф Фридрих Кнорре — первый астроном-наблюдатель Дерптской обсерватории.
В 1812—1816 годах учился в Дерптской гимназии. В 1816—1821 годах занимался на богословском факультете Дерптского университета, где познакомился с астрономом и преподавателем Василием Струве (позже ставшим первым директором Пулковской обсерватории), проводившим геодезические измерения. Здесь увлёкся астрономией.
Поступил в службу 7 июля 1820 года, будучи рекомендован главному командиру Черноморского флота и портов адмиралу Алексею Грейгу в качестве морского астронома — директора создававшейся в Николаеве обсерватории Морского ведомства. Преподавал астрономию в Николаевском штурманском училище. За долгие годы службы в Николаеве дослужился до чина действительного статского советника (с 01.01.1863).
В 1828 году Кнорре был избран членом-корреспондентом Петербургской Академии наук.
В Николаеве, в 1832 году, Кнорре создал пятый лист звёздной карты Берлинской академии наук. С помощью 9-дюймового рефрактора и кольцевого микрометра определил положение многих комет, в том числе — кометы Галлея при её появлении в 1835 году. Благодаря картам, составленным Кнорре, были открыты 2 малые планеты — Астрея и Флора. Он также руководил всеми производившимися в то время на Чёрном и Азовском морях гидрографическими работами. В 1855 году издал в Николаеве «Лекции практической астрономии». В общей сложности, известно около 20 его научных работ. После выхода в 1871 году в отставку сдал обсерваторию И. Е. Кортацци и выехал в Берлин, где и умер 29 августа (10 сентября) 1883 года.

## Награды
- Орден Святого Владимира 4-й степени (1829)
- Орден Святого Станислава 2-й степени с императорской короной (1843)
- Орден Святой Анны 2-й степени (1858)
- Орден Святого Владимира 3-й степени (1864)
- Орден Святого Станислава 1-й степени (1866)
- Орден Святой Анны 1-й степени (1870)
- Знак отличия беспорочной службы за XL лет

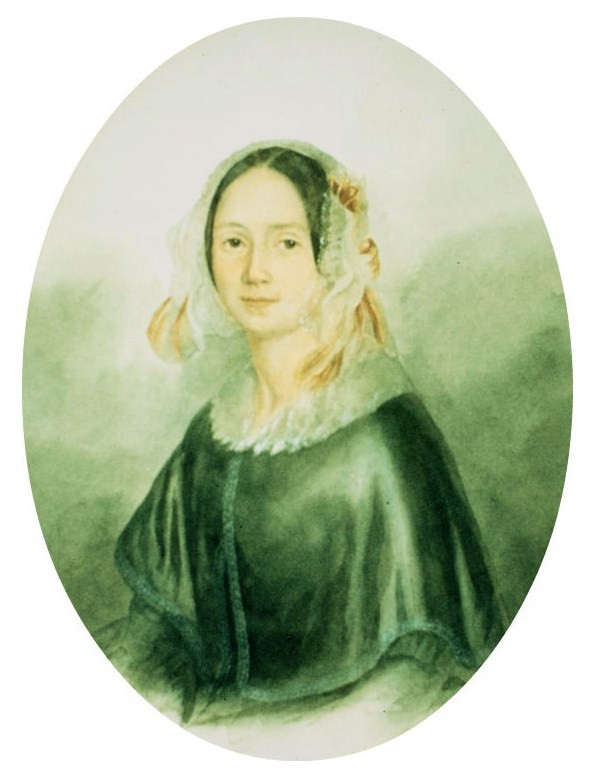
Вторая жена Доротея Кнорре (1814—1851)

## Семья
Был трижды женат. Первый раз женился в 1829 году в Одессе на Елизабет фон Дитерихс (03.08.1811—12.10.1832), после смерти которой там же женился на её сестре Доротее-Каролине (1814—1851). Его третьей женой 20 июля 1852 года стала Эмилия фон Гавел (1817—1879). Всего у него было восемнадцать детей, в числе которых были:
- Фёдор (1831—1911)
- Клара (20.08.1834—?)
- Александр (03.02.1836—1919)
- Эмма (07.01.1837—22.09.1855)
- Владимир (01.04.1838—1901)
- Виктор (1840—1919)
- Павел (01.02.1842—?)
- Константин (10.06.1843—14.11.1868)
- Антон (30.09.1844—01.12.1865)
- Карл (12.12.1845—?)
- Амалия (12.07.1847—?)
- Евгений (1848—1917)
- Софья (24.06.1850—?)